# Joaquim Arcoverde de Albuquerque Cavalcanti
Joaquim Arcoverde de Albuquerque Cavalcanti, mais conhecido como Cardeal Arcoverde (Cimbres, 17 de janeiro de 1850 — Rio de Janeiro, 18 de abril de 1930), foi um sacerdote católico brasileiro, primeiro a ser elevado ao título e dignidade de cardeal na América Latina.
Foi reitor do Seminário de Olinda; décimo bispo nomeado de Goiás; décimo bispo de São Paulo; e décimo-terceiro bispo e segundo arcebispo da Arquidiocese do Rio de Janeiro.

## Biografia
Nasceu em Cimbres, no sítio Olho D'água dos Bredos, atual município de Pesqueira, no estado de Pernambuco, e era filho de Antônio Francisco de Albuquerque Cavalcanti e de Marcelina Dorotéia de Albuquerque Cavalcanti. Faleceu aos oitenta anos, na cidade do Rio de Janeiro, como seu arcebispo, estando sepultado na catedral metropolitana daquela cidade.
Aos 13 anos, entrou para o Seminário Menor de Cajazeiras, na Paraíba. Aos 16 anos, em 1866, seguiu para Roma, onde cursou Ciências e Letras, Filosofia e Teologia, tendo concluído seus estudos no Pontifício Colégio Pio Latino Americano.

## Registro de batismo.
"Aos vinte de janeiro de mil oitocentos e sessenta e nove, de minha licença o Reverendíssimo Franciscano frei Claudino da Sacra Família, na Capela de Olho d'Água dos Bredos futura Pesqueira, filial d'esta freguesia, batizou e pôs os Santos óleos = á JOAQUIM = branco, com idade de dois dias, filho legitimo de Antonio Francisco de Albuquerque Budá e de sua mulher D. Marcolina Dodothéa de Albuquerque; padrinhos: Leonardo Pacheco Couto e Anna Antônia Cordeiro. E para constar fiz-se este assento em que assino. O vigário Firmino José de Figueiredo."

## Ascendência
Descendia de Filippo Cavalcanti, italiano de Florença, e Catarina de Albuquerque. Catarina, por sua vez, era filha do português Jerônimo de Albuquerque, cunhado de Duarte Coelho (primeiro capitão-donatário de Pernambuco) com a nativa Muira Ubi da etnia tabajaras, também conhecida como Maria do Espírito Santo Arcoverde. Muira era a filha do chefe tupi Arcoverde.

## Presbiterado
Foi ordenado sacerdote a 4 de abril de 1874, na Arquibasílica de São João Latrão. Por dois anos permaneceu estudando em Paris, regressando ao Brasil, em 1876, quando o bispo de Olinda, Dom Vital Maria Gonçalves de Oliveira, o incumbiu de estrutura o Seminário, no qual foi professor de Filosofia e reitor. Foi também pároco nos bairros recifenses da Boa Vista e Corpo Santo, e em Cimbres, hoje distrito de Pesqueira, em Pernambuco, onde celebrou sua primeira missa. Foi professor de francês no Recife e diretor do Colégio Pernambucano. Em 1888, Dom Pedro II o indicou para bispo auxiliar da Bahia, nomeação que não aceitou.

## Episcopado
No dia 26 de junho de 1890, aos 40 anos, foi indicado bispo de Goiás, pelo Papa Leão XIII.

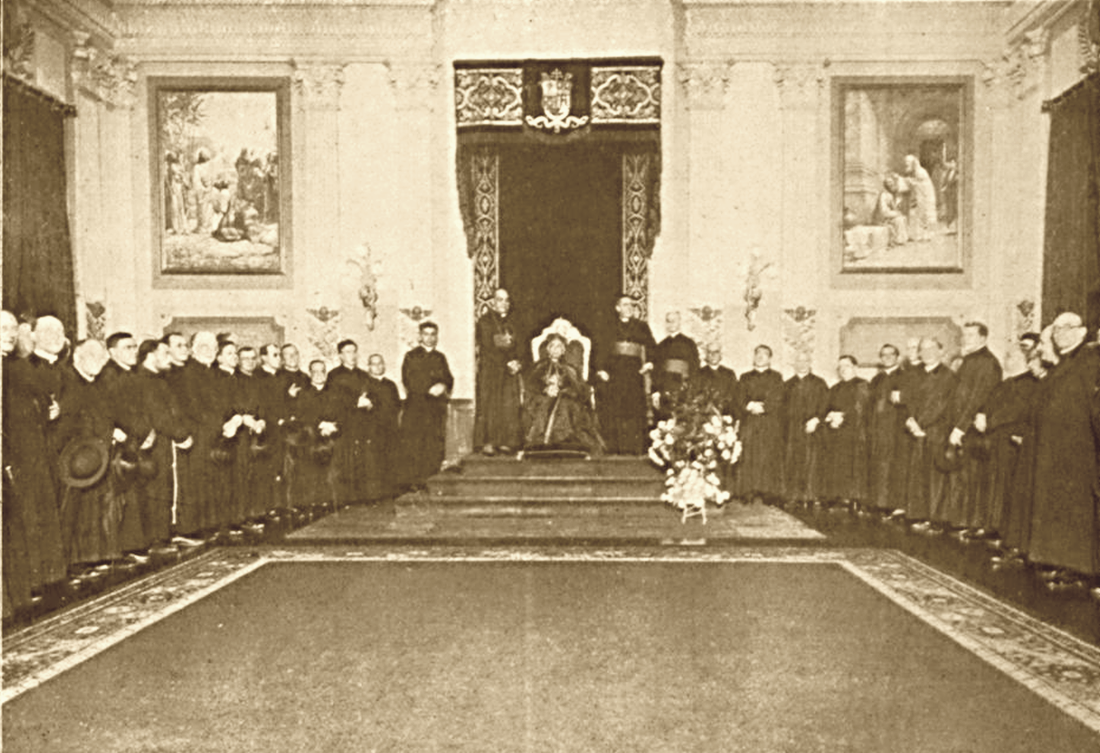
Recepção no Palácio São Joaquim, Rio de Janeiro, comemorativo do aniversário de sagração do Cardeal Arcoverde em 1928.

Foi sagrado bispo, em Roma, no dia 26 de outubro de 1890, pelas mãos de S. Ema. Revma. Mariano Cardeal Rampolla del Tindaro, secretário de Estado da Santa Sé, sendo co-sagrantes: S. Ema. Revma: Domenico Cardeal Ferrata, secretário da extinta Congregação de Negócios Eclesiásticos Extraordinários; e Dom Antônio de Macedo Costa, então Arcebispo de Arquidiocese de São Salvador da Bahia. Renunciou ao cargo, no dia seguinte à sua sagração.
Transferiu-se para Itu, em São Paulo, onde passou a lecionar no Colégio São Luís, de propriedade dos jesuítas, que haviam voltado ao Brasil.
Em 26 de agosto de 1892, foi designado bispo auxiliar de Dom Lino Deodato Rodrigues de Carvalho, arcebispo de São Paulo, que se encontrava doente. Recebeu a sé titular de Argos. Nesta função, foi incumbido de ir pessoalmente à Europa para contatar as congregações religiosas que deveriam vir ao Brasil para ações missionárias e de educação, quais foram: redentoristas, lazaristas e premonstratenses. Aos últimos foi confiado o Santuário de Bom Jesus e o Seminário do clero secular, na cidade paulista de Pirapora do Bom Jesus.

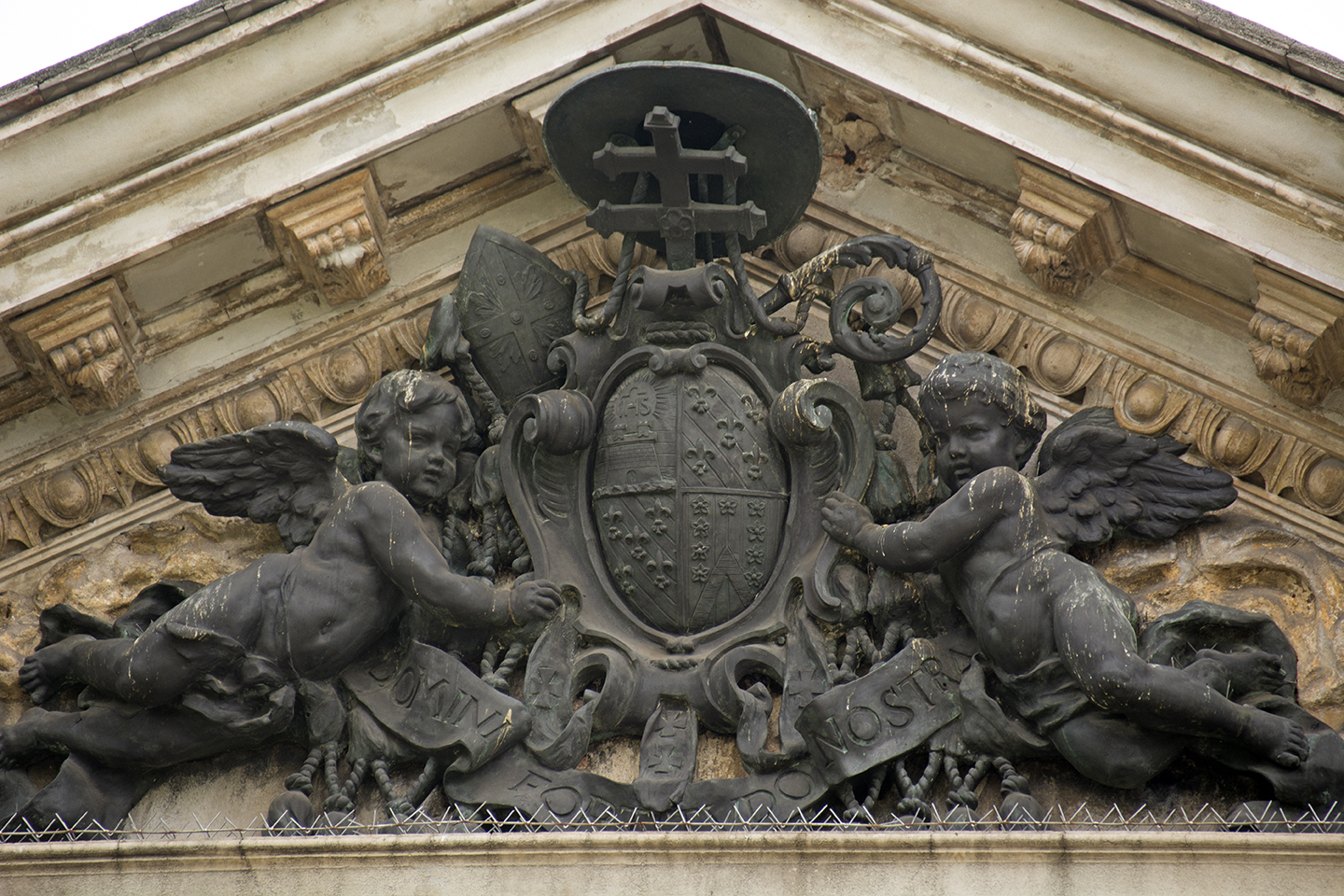
Brasão de armas do Cardeal Arcoverde localizado no tímpano do Palácio São Joaquim, no Rio de Janeiro, obra do escultor e gravador italiano Aurelio Mistruzzi.

Em 19 de agosto de 1894, estando em Paris, recebe a notícia do falecimento de Dom Lino Deodato Rodrigues de Carvalho, e também é nomeado seu sucessor. A 30 de setembro do mesmo ano toma posse como décimo bispo de São Paulo.
A 24 de agosto de 1897, é elevado, pelo Papa Leão XIII, a arcebispo metropolitano do Rio de Janeiro, tomando posse a 31 de agosto de 1897.

## Cardinalato

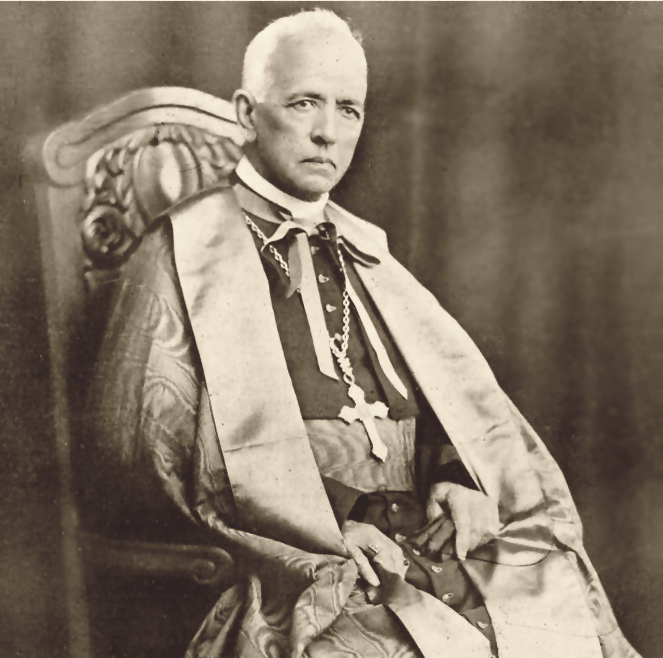
Dom Joaquim Arcoverde, 1929

No Consistório do dia 11 de dezembro de 1905, presidido pelo Papa São Pio X, na Basílica de São Pedro, o criou Cardeal-presbítero, do título de São Bonifácio e Santo Aleixo. Tornou-se, pois, o primeiro cardeal do Brasil e da América Latina.

## Ordenações episcopais
O Cardeal Arcoverde foi o principal sagrante dos seguintes bispos:
- Luís Raimundo da Silva Brito (1901)
- Francisco de Paula e Silva C.M. (1907)
- Antônio Augusto de Assis (1907)
- Agostinho Francisco Benassi (1908)
- Lúcio Antunes de Sousa (1908)
- João de Almeida Ferrão (Terra) (1909)
- Sebastião Leme da Silveira Cintra (1911)
- Antônio dos Santos Cabral (1918)
- Benedito Paulo Alves de Sousa (1918)

Foi co-sagrante episcopal de:
- Mariano Delmiro Encarnación Soler Vidal (1891)
- Eduardo Duarte e Silva (1891)
- José Lourenço da Costa Aguiar (1894)
- José de Camargo Barros (1894)

## Morte

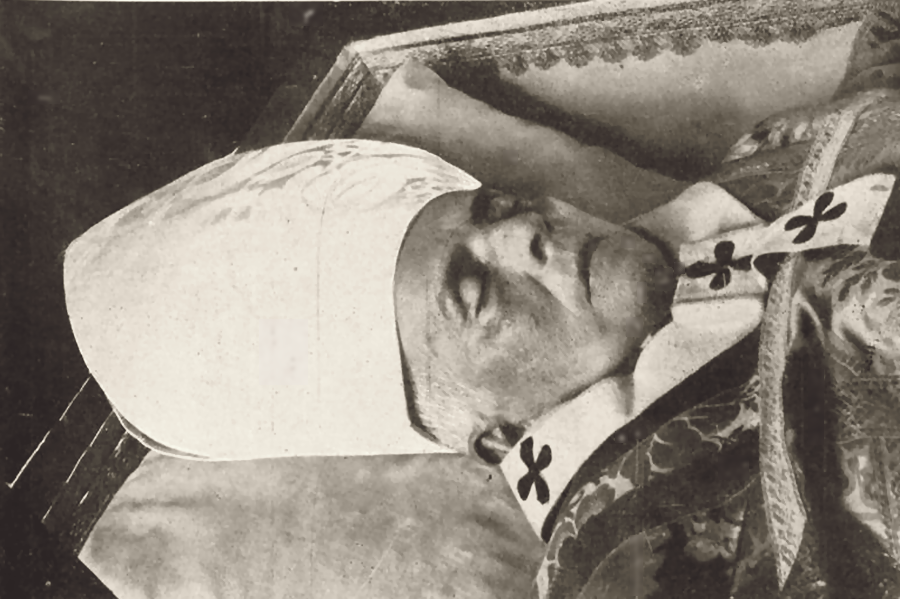
O cardeal, no seu velório.

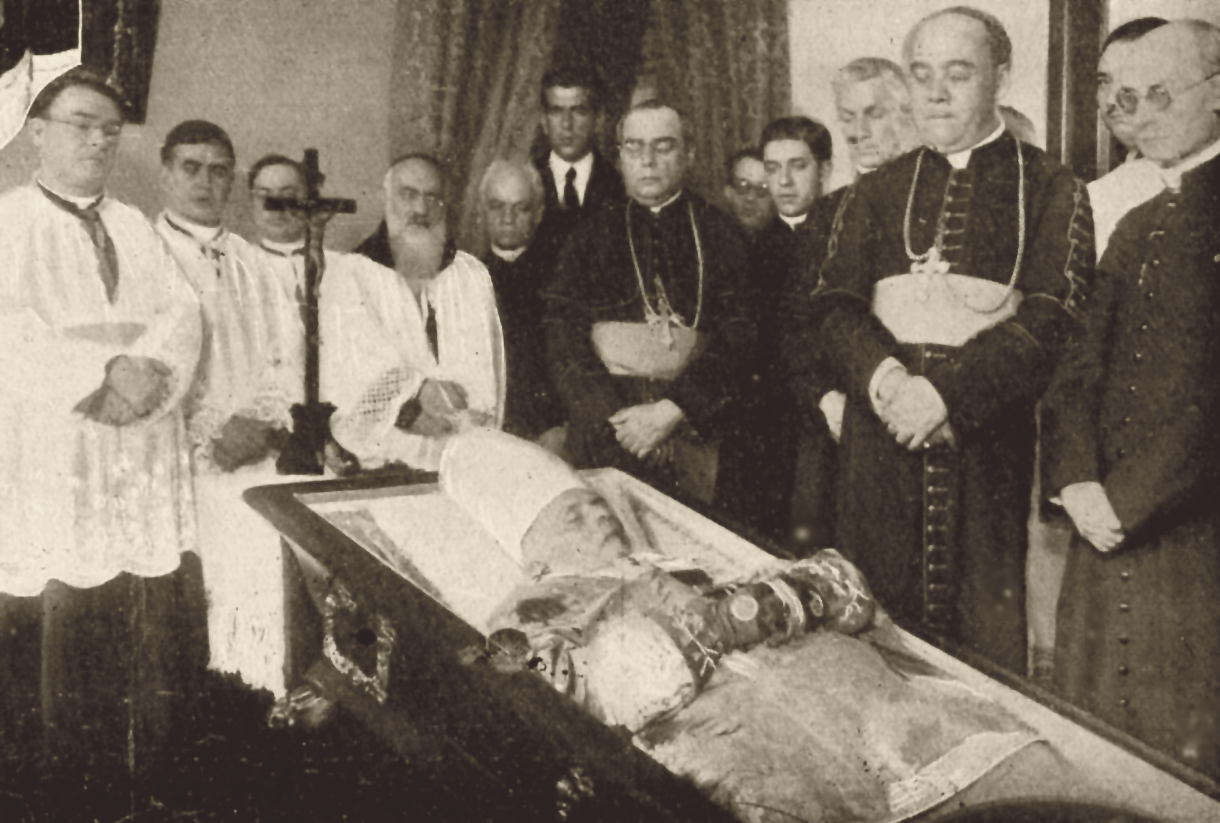
Bispos velam o corpo do Cardeal Arcoverde.

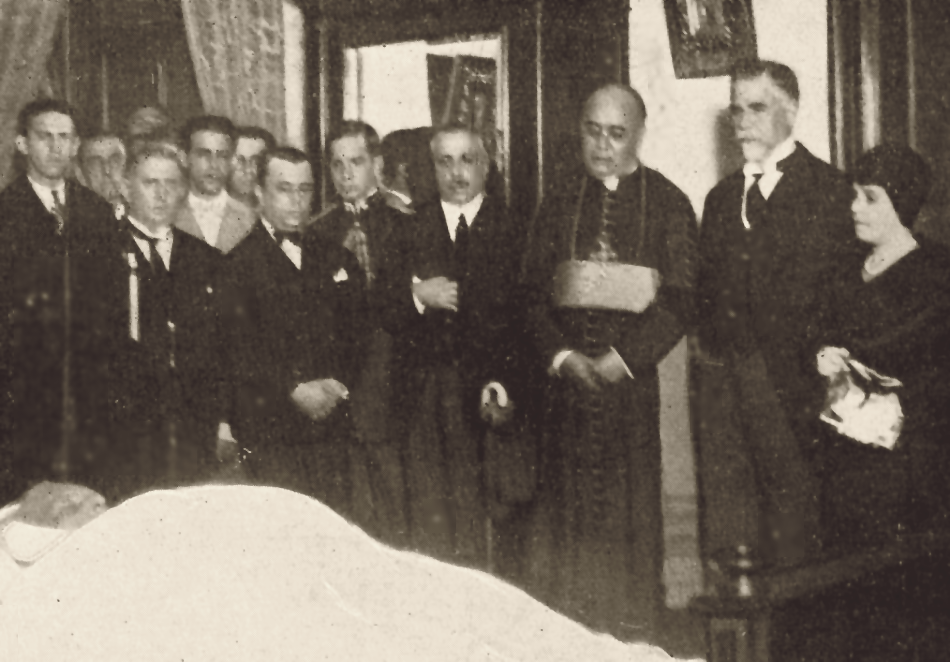
Visita do então presidente Washington Luís.

O Cardeal passou muitos anos afastado de suas funções prelatícias, em razão da saúde; quando morreu, na Sexta-feira Santa de 1930, era ainda o único cardeal da igreja latino-americana, e ainda enchia a imprensa brasileira de esperanças de que dentro dos próximos cinquenta anos o país, maior nação católica fora da Europa, fizesse um Papa, cabendo ao país o principado da igreja no continente.
Recebeu as honras fúnebres que o cerimonial de governo reserva aos vice-presidentes da república, acompanhando o próprio presidente Washington Luís as homenagens póstumas então prestadas.
Seu caixão, puxado em carro fúnebre por vários sacerdotes, percorreu as ruas do Rio de Janeiro tendo à frente do cortejo o arcebispo D. Sebastião Leme, cujo principal sagrante fora Arcoverde e que viria em junho a ser ele próprio nomeado pelo Papa Pio XI para o cardinalato, o segundo do Brasil.
Com a presença do corpo diplomático, autoridades e um grupo de bispos do país, D. Arcoverde foi sepultado na Catedral Metropolitana.

## Conclaves
- Conclave de 1914 — participou da eleição do Papa Bento XV.
- Conclave de 1922 — Não participou da eleição do Papa Pio XI por não chegar a tempo para o conclave.